# Walentyn Wassjanowytsch

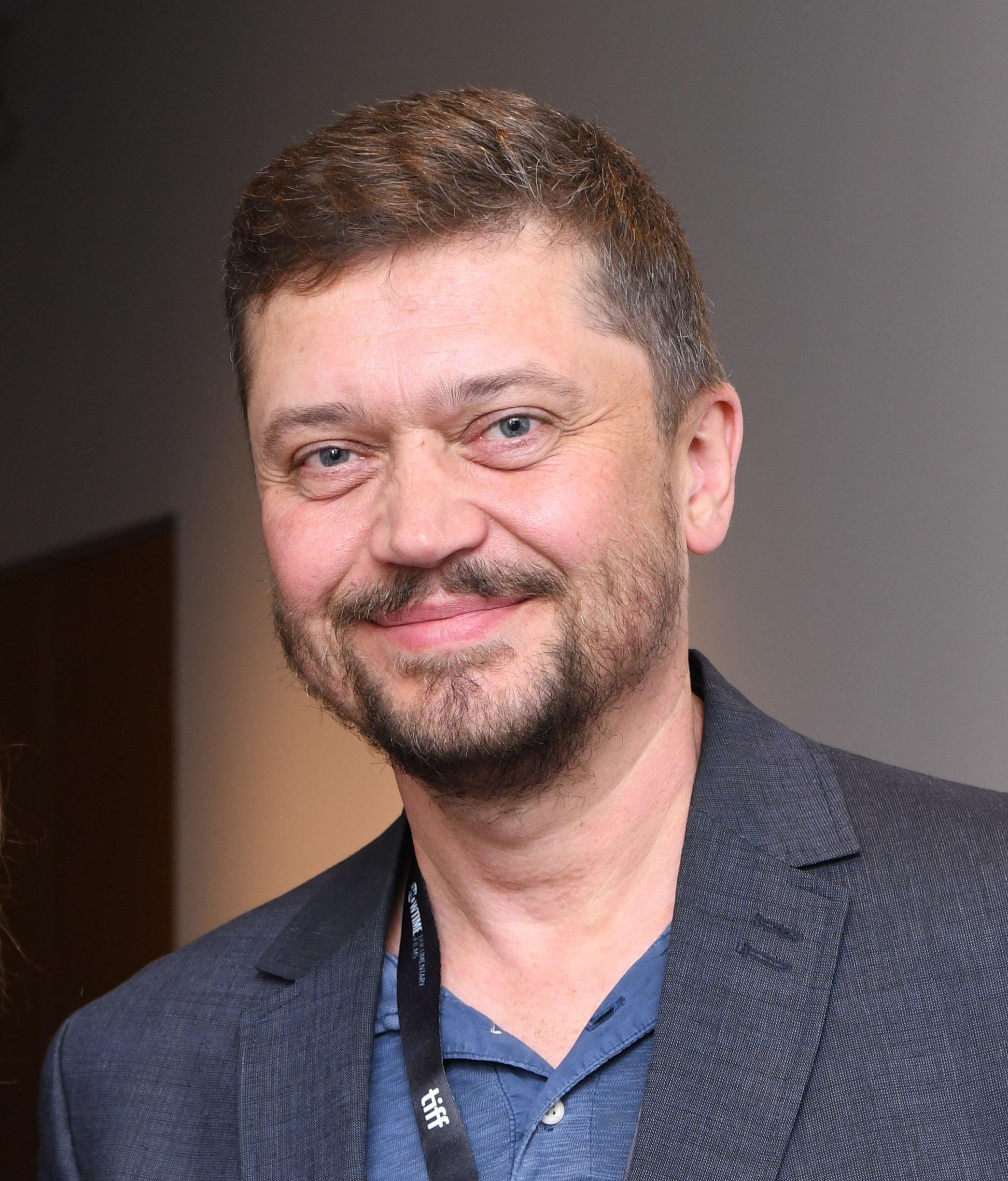
Walentyn Wassjanowytsch bei der Vorstellung des Films Atlantis beim Toronto International Film Festival im September 2019

Walentyn Mykolajowytsch Wassjanowytsch (ukrainisch Валентин Миколайович Васянович; * 21. Juli 1971 in Schytomyr, Ukrainische SSR) ist ein ukrainischer Filmproduzent und -regisseur.
Er studierte an der Nationalen I.-K.-Karpenko-Karyj-Universität für Theater, Kino und Fernsehen in Kiew und schloss mit einem Diplom als Kameramann und Dokumentarfilmregisseur ab. Es folgte von 2006 bis 2007 ein Studium an der Andrzej-Wajda-Meisterschule für Filmregie in Polen.
Sein Film Atlantis aus dem Jahr 2019 wurde bei den Filmfestspielen von Venedig mit dem Venice Horizons Award ausgezeichnet und von der Ukraine als Beitrag für die Oscarverleihung 2021 in der Kategorie Bester Internationaler Film eingereicht.
Mit diesem Film gewann er 2021 den Taras-Schewtschenko-Preis in der Kategorie Filmkunst.
Für seinen fünften Spielfilm Vidblysk (internationaler Titel: Reflection) erhielt er 2021 seine erste Einladung in den Wettbewerb um den Goldenen Löwen der 78. Filmfestspiele von Venedig. Mit Crepuscule, Black Level und Atlantis landete er in der 2021 erstellten Liste der 100 besten Filme in der Geschichte des ukrainischen Kinos.

## Filmografie
als Regisseur
- 2004: Proty sontsya (Dokumentarkurzfilm)
- 2012: Zvychayna sprava
- 2013: Kredens
- 2014: Crepuscule (Dokumentarfilm)
- 2017: Riven chornoho
- 2019: Atlantis
- 2021: Vidblysk